# Ribeira dos Calhaus
Ribeira dos Calhaus é uma aldeia na ilha de São Nicolau, em Cabo Verde. Uma aldeia forme a parte de Parque Natural de Monte Gordo.
Especies de plants fundado na zona de monte incluido-se Euphorbia tuckeyana, Limonium jovibarba e Nauplius smithii.

## Divisões
- Topo de Palhal
- Palhal de Cima
- Palhal de Baixo
  - Chamico de Cima
  - Chã de Palhal